# Hershey FC
Hershey FC, é uma agremiação esportiva da cidade de Hershey, Pensilvânia.  Atualmente disputa a National Premier Soccer League.

## História
O clube foi fundado em 2013 e desde então disputa a National Premier Soccer League. Seu primeiro jogo oficial foi uma vitória de 3x1 contra o FC Reading Revolution  Na temporada de estreia a equipe ficou em quinto lugar e não se classificou aos playoffs.